# Ыстыбаев, Бейбит Абдрахманович
Бейбит Абдрахманович Ыстыбаев (каз. Бейбіт Ыстыбаев, род. 1985, с. Болтирик, Таласский район, Жамбылская область Казахстана) — казахстанский борец.
Чемпион мира и Азии по казах куреси, многократный победитель казахстанских турниров в категории «Туйе палуаны» по казак куреси. Трёх кратный победитель турнира "Казахстан барысы"  Призёр чемпионатов Казахстана по дзюдо.

## Биография
Первый личный тренер — Елдос Далабаев.
В 2011 году — серябрянный призер турнира по национальной борьбе казак куреси «Казакстан Барысы».
В сентябре 2012 года — победитель турнира по национальной борьбе казак куреси «Казакстан Барысы» на призы Президента Казахстана.
В июле 2015 года стал победителем республиканского турнира «Казахстан Барысы» во второй раз. Завоевал главный приз соревнований – золотой трофей тайтуяк и чек на 150 тысяч долларов, а также благодарственным письмом от имени Главы государства и медалью. По возвращении домой его принял аким области Карим Кокрекбаев, который вручил ему в награду новый автомобиль.
В июле 2016 года стал трехкратным чемпионом «Казахстан Барысы — 2016». Получил в качестве приза получил чемпионский пояс,                                                                                                        25 миллионов тенге, квартиру в городе Астане.
Награждён правительственной наградой «Ерен Енбегi Ушін» (За трудовое отличие) (2017).

## Личная жизнь
В 6 лет вместе с родителями переехал в город Тараз.
По образованию — юрист.
Отец — Абдрахман Кульбаевич,торговал на рынке. Мама Ляззат — домохозяйка.
Старший брат — Шерхан.
Младший брат — Аян.
Младшая сестра — Эльмира.
В 23 марта 2014 года женился, избранницей борца стала девушка по имени Айгерим,магистрант Алматинского медицинского института им. Асфендиярова. Свадьба прошла в одном из ресторанов в городе Тараз. У пары есть сын по имени Бексултан и дочь (род. 16. 12. 2016)
Встречался с президентом..